# W. Fortmann & Söhne

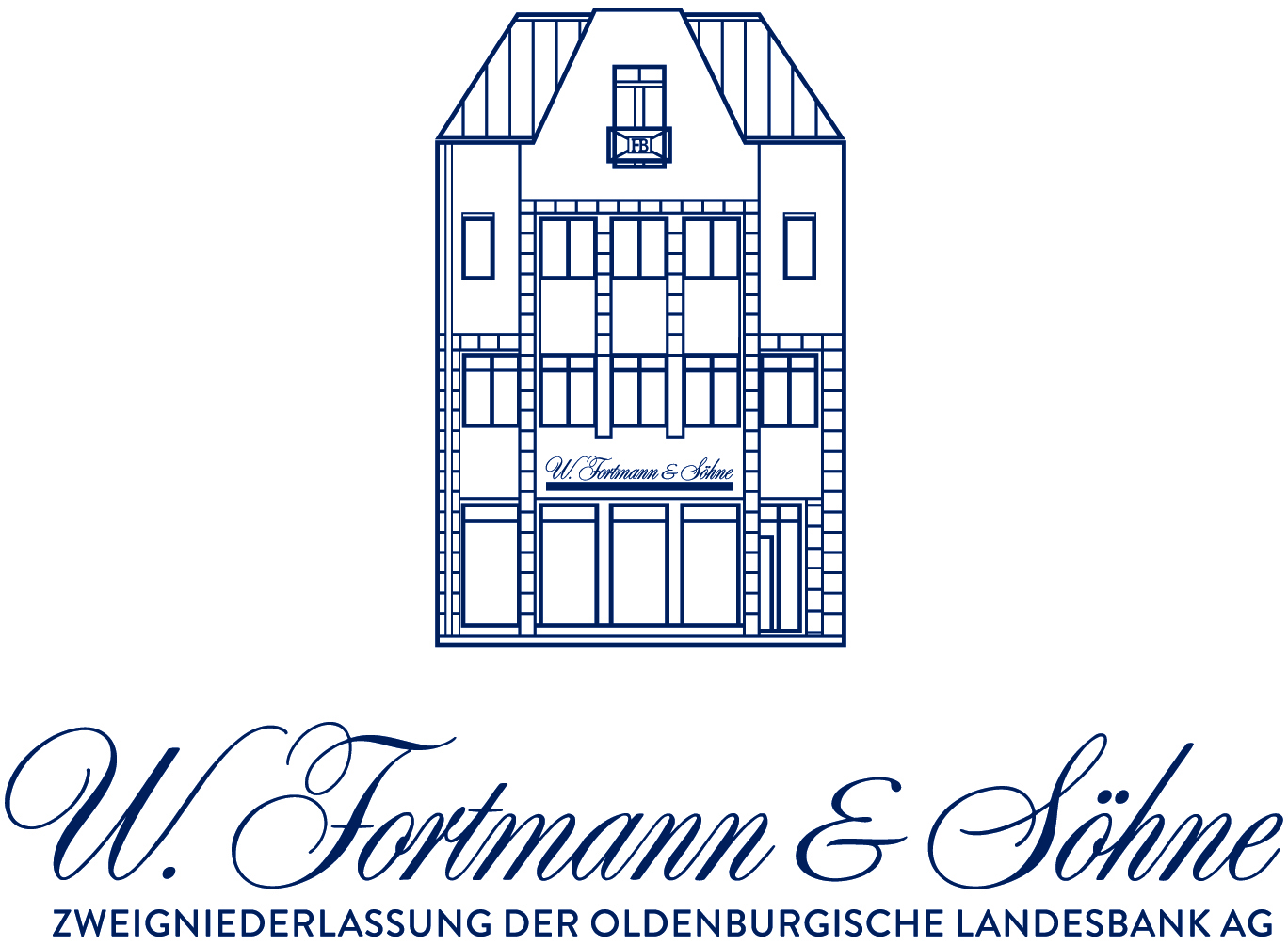
Logo als OLB-Zweigniederlassung (2015–2016)

Das Bankhaus W. Fortmann & Söhne KG war eine deutsche Privatbank im niedersächsischen Oldenburg, die zum 1. Januar 2015 in eine Zweigniederlassung der Oldenburgischen Landesbank (OLB) umgewandelt (W. Fortmann & Söhne – Zweigniederlassung der Oldenburgische Landesbank AG) und per 31. Dezember 2016 aufgelöst wurde. Die Marke wird seither nicht fortgeführt.
Die Bank war auf die Beratung von vermögenden Individualkunden (Privatkunden, Freiberufler und Firmenkunden) spezialisiert.

## Geschichte
Die Gründung der Bank W. Fortmann & Söhne wurde durch den Ratsherrn Wilhelm Christian Diedrich Fortmann initiiert und ist am 1. Mai 1886 durch die Eintragung als offene Handelsgesellschaft (OHG) in das Register des Amtsgerichts des Großherzogtums Oldenburg vollzogen worden.
Gesellschafter bei der Gründung waren:
- Wilhelm Christian Diedrich Fortmann (Versicherungsdirektor)
- Wilhelm Fr. Nikolaus Fortmann (Gasfabrikant)
- Ernst Fortmann (Prokurist)
- Johann Heinrich Gramberg (Bankier)

Als erster Leiter ist der Gesellschafter Gramberg anzusehen, da er allein für die Gesellschaft vertretungsberechtigt war.
Am 10. Januar 1903 wurde die OHG in eine Kommanditgesellschaft umgewandelt.
In den Jahren 1976 bis 2014 war W. Fortmann & Söhne eine Tochtergesellschaft der Oldenburgischen Landesbank (OLB).
1986 übernahm dann die Dresdner Bank die Mehrheit an der OLB, so dass die Bank W. Fortmann & Söhne Teil des Dresdner-Bank-Konzerns wurde. Als 2001 die Dresdner Bank von der Allianz übernommen wurde, wurde auch W. Fortmann & Söhne Mitglied im Allianz-Konzern. 2008 wurde dann die Dresdner Bank an die Commerzbank verkauft und die Allianz übernahm die Stimmrechtsmehrheit an der OLB, die somit samt W. Fortmann & Söhne im Allianz-Konzern verblieb.
Zum 1. Januar 2015 wurde die Bank in eine Zweigniederlassung der OLB umgewandelt. Am 31. Dezember 2016 wurde die Zweigniederlassung geschlossen und die Marke W. Fortmann & Söhne aufgegeben.

## Persönlich haftende Gesellschafter
Nach dem Ableben des Mitbegründers Ernst Fortmann im Jahre 1893 und dem Ausscheiden von Johann Heinrich Gramberg im Jahre 1903 waren geschäftsführende und persönlich haftende Gesellschafter:
- 1903–1918: Wilhelm Cropp
- 1903–1925: Wilhelm Fortmann d. J.
- 1910–1959: H. C. Fischer
- 1910–1918: Karl Fortmann
- 1910–1918: Wilhelm Fortmann
- 1925–1959: Erich Fortmann
- 1954–1976: Johann Bartels
- 1959–1976: Günther Helms
- 1976–1993: Olaf B. Czoska
- 1977–1992: Horst Schmietenknop
- 1992–2002: Otto Wichmann
- 1993–2001: Peter A. Reimers
- 2001–2005: Horst Schmietenknop
- 2002–2003: Arendt Gruben
- 2003–2011: Günther Preuschaft
- 2002–2014: Andreas Blomenkamp
- 2011–2014: Michael Saak